# Earthworm Jim: Menace 2 the Galaxy
Earthworm Jim: Menace 2 the Galaxy (укр. «Черв'як Джим: Галактика в небезпеці») — відеогра в жанрі платформер, розроблена студією David A. Palmer Productions та видана компанією Crave Entertainment для портативної ігрової приставки Game Boy Color 10 листопада 1999 року. Проєкт є спінофом, а також четвертою та останньою частиною серії Earthworm Jim.
За сюжетом Злий Джим з метою завоювання галактики вкрав міжпросторовий телепорт, створений професором Мавпиноголовим, і головному герою, черв'яку Джиму, доведеться перемогти лиходія. Геймплей схожий із попередніми частинами серії: гравець керує хробаком Джимом, який може використовувати різну зброю для знищення ворогів. На відміну від попередніх ігор серії, в Earthworm Jim: Menace 2 the Galaxy необхідно збирати монети, щоб завершити рівні. На деяких рівнях гравця чекає битва з босом.
Платформер був заснований на мультсеріалі про черв'яка Джима і включає як його особливості, так і гумор попередніх ігор серії. Earthworm Jim: Menace 2 the Galaxy отримала неоднозначні відгуки від ігрової преси. Критики віднесли до недоліків виснажливий збір предметів та рівень складності, але водночас позитивно оцінили якість графіки та звуку.

## Ігровий процес

Черв'як Джим на вступному рівні «City». На скріншоті видно монети, які потрібно збирати для отримання доступу до наступних рівнів

Earthworm Jim: Menace 2 the Galaxy є платформерна гра, виконана у двовимірній графіці. За сюжетом Злий Джим з метою захоплення галактики вкрав міжпросторовий телепорт, створений професором Мавпиноголовим. Головний герой гри, черв'як Джим, збирається запобігти підступним планам свого злого двійника і врятувати галактику.
Ігровий процес нагадує попередні частини серії, але тут робиться акцент на пошуки предметів та дослідження рівнів. Гравець керує хробаком Джимом, озброєним одним із чотирьох видів зброї, за допомогою якого можна знищувати ворогів. Запас зброї обмежений, але можна поповнювати, збираючи на рівнях. Якщо Джим торкнеться ворога або небезпечного предмета, він втратить очки здоров'я. Якщо вони повністю вичерпуються, гравець втрачає життя і починає рівень наново, без збереження зібраних раніше предметів. Спочатку гравцеві дається два життя, і у разі їх втрати, гра закінчується. На рівнях можна підібрати додаткові життя як голови Джима, а поповнювати очки здоров'я можна збиранням молекул. На рівнях можна взаємодіяти з іншими об'єктами (сміттєвими баками, унітазами тощо), що дозволяють проходити різні ділянки. Крім того, можна знайти друга Джима, Снотта, який дозволяє черв'яку вище стрибати та їздити на ньому. Можна знайти ракету, де можна деякий час літати, і навіть стріляти з неї.
Для проходження кожного рівня, крім битв з босами, потрібно зібрати кілька монет, які можна як знаходити у важкодоступних місцях, так і отримати внаслідок знищення ворогів. Усього в грі 12 основних рівнів, для доступу до яких потрібно пройти вступний рівень «City» на початку гри. Кожен третій основний рівень є битвою з босом, яким використовуються лиходії з попередніх ігор і мультсеріалу про черв'яка Джима, такі як золота рибка-вбивця Боб, кіт Зловред, Королева Слимакова і Злий Джим. Після проходження кожного рівня гравцеві показується пароль, який може бути використаний у новій грі для пропуску вже пройдених рівнів. Гра сумісна з Game Boy і Game Boy Color, проте додатковий рівень «Happiness», що відкривається після завершення інших, доступний лише в тому випадку, якщо гра запущена на Game Boy Color.

## Розробка та випуск
За розробку Earthworm Jim: Menace 2 the Galaxy була відповідальна студія David A. Palmer IMS Productions, а видавцем виступила компанія Crave Entertainment, яка уклала угоду на випуск гри з Interplay Entertainment, яка на той час вже мала права на серію Earthworm Jim. Анонс Menace 2 the Galaxy відбувся 25 серпня 1999 року. Гра є спінофом франшизи, і, аналогічно іншій частині серії, що теж вийшла в 1999 році — Earthworm Jim 3D — заснована на мультсеріалі про черв'яка Джима, а не перших двох іграх: так, основною метою є збір предметів, як і в Earthworm Jim 3D, а головним лиходієм вибрали Злого Джима — персонажа, що до цього з'являвся тільки в мультсеріалі. Розробники обіцяли у новому платформері велику кількість різноманітних рівнів, зброї, традиційний для серії гумор, а також сумісність із Game Boy Color та Game Boy; представники Crave Entertainment, крім цього, заявили, що Menace 2 the Galaxy буде «блискуче виглядати» на Game Boy Color, і, в порівнянні з версією для Game Boy, не тільки мати графічну палітру з 56 кольорів, але й мати ексклюзивний рівень.
Згідно з попередніми даними, Earthworm Jim: Menace 2 the Galaxy повинна була вийти у вересні 1999, але в результаті випуск відбувся 10 листопада 1999 року

## Критика
| Видання        | Оцінка |
| -------------- | ------ |
| AllGame        | [ 2 ]  |
| IGN            | 6/10   |
| Nintendo Power | 6,3/10 |

Earthworm Jim: Menace 2 the Galaxy отримала змішані відгуки від критиків. На сайті MobyGames гра має середню оцінку 58 балів зі 100 можливих. Журналісти були розчаровані нудним ігровим процесом зі збиранням предметів, але хвалили графіку та різноманітні рівні.
Крейг Харріс (IGN) поставив оцінку в 6 балів з 10, розкритикувавши виснажливий збір предметів, який «дуже засмучує», і поскаржився, що «там не вистачає „розуму“ і того, що робило Earthworm Jim однією з найкращих та кумедних екшн-ігор на 16-бітних системах», але відніс до переваг реграбельність і приємну графіку. Оглядач журналу Nintendo Power висловив схожу думку та дав грі 6,3 бала з 10. Критик сайту AllGame, Бретт Алан Вейсс, оцінив Earthworm Jim: Menace 2 the Galaxy у дві з половиною зірки з п'яти, також розкритикував утомливий збір предметів, і заявивши, що його засмутило відсутність у Джима атаки, коли він використовує себе як хлист. З усім тим, Вейсс зазначив, що фони та рівні мають чудово вигляд, а якість музики та звукових ефектів непогані для Game Boy Color. Рецензент зробив висновок, що гра була «іноді цікавою, коли настав час перейти до нового рівня або битися з головним ворогом, але найчастіше вона була дуже втомливою». Вкрай негативно ставився до платформера представник французького журналу Player One через нудний збір монет, поставивши оцінку у 29%.
Проте деякі критики оцінили Earthworm Jim: Menace 2 the Galaxy позитивно. Оглядач французького сайту Pockett Videogames дав грі чотири зірки з п'яти, похваливши графіку, музику та веселий аркадний геймплей. З цією думкою погодився рецензент німецького сайту Mega Fun, поставивши 7,9 балів з 10. Він заявив, що платформер добре вдався, і «завдяки складним, різноманітним рівням та численній зброї, гра дійсно приносить задоволення».